# Ramirosuarezia
Ramirosuarezia boliviana è un enigmatico pesce con mascelle (gnatostomo) del Devoniano medio (Eifeliano) della Bolivia. Il taxon è stato istituito sulla base di un unico esemplare articolato, conservato in un piccolo nodulo proveniente dalla parte superiore della Formazione Icla.

## Descrizione
L’esemplare è costituito da un cranio quasi completamente articolato, con una scatola cranica conservatasi tridimensionalmente, con elementi mandibolari e dell'arco ioideo. Piccole placche ricoperte di numerosi denti sottili e affilati si trovano sul palatoquadrato e sulle cartilagini di Meckel. Inoltre, una coppia di peculiari elementi sigmoidi provvisti di denticoli si estende anteriormente alla regione rostrale della scatola cranica ed è stata interpretata come possibili elementi labiali.
La scatola cranica di Ramirosuarezia mostra una morfologia allungata simile a quella degli elasmobranchi, ma non presenta caratteri inequivocabili di questo gruppo né dei condritti in generale. Tuttavia, i suoi peculiari elementi labiali dentati evocano alcune caratteristiche degli olocefali primitivi.
Non ci sono prove della presenza di cartilagine calcificata prismatica o di osso endocondrale. Tutti gli elementi scheletrici sono rivestiti da un sottile strato di materiale calcificato, probabilmente osso pericondrale.
L’esemplare è stato studiato mediante microtomografia a radiazione di sincrotrone a raggi X, che ha permesso di ottenere una ricostruzione tridimensionale dell’anatomia cranica, nonostante il contrasto relativamente basso tra la sottile lamella pericondrale e il sedimento. Questa tecnica ha anche confermato l’assenza di elementi dermici, ad eccezione delle placche portatrici di denti e denticoli.
Uno degli aspetti più enigmatici di Ramirosuarezia è la totale assenza di scaglie, il che suggerisce che l’animale potesse essere privo di rivestimento scaglioso. Tuttavia, è stato ipotizzato che l’esemplare possa essere stato rigurgitato da un predatore, come un grande condritto. Resti di pesci rigurgitati sono noti per la perdita di scaglie e ossa dermiche, fenomeno osservato anche nei concrezioni carbonifere del Kansas.
Le mascelle sono dotate di piccole placche dentate, che portano denti di forma variabile, da smussati a affilati. Le immagini ottenute mediante microtomografia a radiazione di sincrotrone hanno rivelato che questi denti presentano ampie cavità pulpari, una caratteristica che potrebbe avvicinarli agli osteitti primitivi.

## Posizione filogenetica e implicazioni evolutive
La sua classificazione rimane incerta. Alcune caratteristiche, come la scatola cranica allungata, gli elementi labiali, i denticoli affilati e i denti ben sviluppati, ricordano i misteriosi stensioellidi, un gruppo coevo la cui posizione filogenetica è dibattuta tra placodermi primitivi o olocefali ancestrali.
Nonostante la mancanza di una chiara collocazione, alcuni tratti suggeriscono una possibile relazione con l’enigmatico Zamponiopteron, un altro fossile del Devoniano Medio della Bolivia, noto per le sue peculiari “piastre natatorie” calcificate e resti isolati di cingoli scapolari. Tuttavia, queste affinità rimangono speculative.
Nel 2015, Ramirosuarezia è stato incluso in un’analisi filogenetica dei primi gnatostomi, risultando un possibile sister group degli gnatostomi derivati, insieme a Janusiscus schultzei del Lochkoviano della Siberia. Questo lo rende un taxon di grande importanza filogenetica nello studio della diversificazione iniziale degli gnatostomi.